# Замок Ітідзьодані
Замок Ітідзьодані (яп. 一乗谷城, いちじょうだにじょう, ітідзьодані-дзьо, "замок ущелини Ітідзьо") — японський замок у місті Фукуй префектури Фукуй. Служив головною резиденцією роду Асакура, центральним укріпленням провінції Етідзен в період Сенґоку. 

## Короткі відомості
Замок Ітідзьодані було споруджено наприкінці 14 століття у провінції Етідзен. Починаючи з 2-ї половини 15 століття він служив головною резиденцію самурайського роду Асакура. У 1573 році замок було захоплено Одою Нобунаґою, який посадив тут свого ставленика Маебу Йосіцуґу. Адміністрування останнього спричинило повстання у провінції, яке тривало 2 роки. 1575 року Нобунаґа вдруге зайняв Ітідзьодані і спалив його, перенісши керівний центр провінції до замку Кітаносьо, сучасного замку Фукуй.
Ітідзьодані був типовим середньовічний японським укріпленням на горі заввишки 473 м. На його місці залишилися двори, пусті рови, канали, вовчі ями та вали. Центром замку служив так званий двір «Тисячі татамі» (千畳敷), де ймовірно знаходилась садиба голови роду. Окрім цього Ітідзьодані був поділений на інші двори — своєрідні оборонні рубежі, що були розташовані на висотах 443 м, 463 м і 473 м.

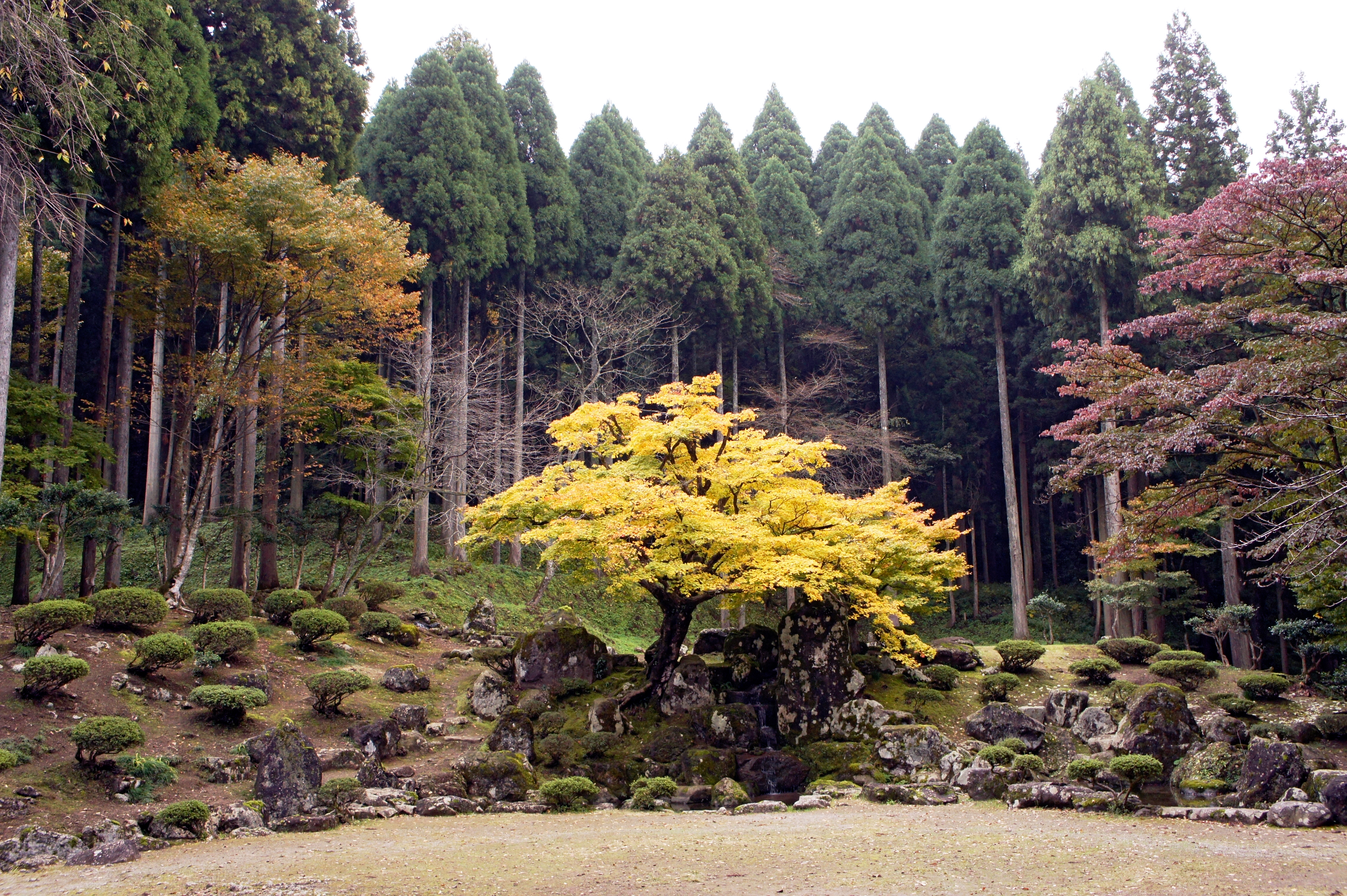
Сува жительства руины сад

У підніжжя замку, в самому центрі долини Ітідзьо, знаходилися головні садиби глави роду Асакура. Саме тут мешкали керівництво родини у мирний час. Площа, на якій знаходилися хороми Асакури, дорівнювала близько 6400 м² і була оточена валом і ровами. Поруч розташовувалися садиби васалів — так зване самурайське місто. До нього прилягало призамкове містечко Ітідзьотані, де мешкали ремісники і торгівці. У підніжжя також розміщувався сад Асакури, залишки якого з 1930 року включені японським урядом до особливих природних пам'яток країни.
Комплексні археологічні дослідження замку Ітідзьодані були організовані у 1967 і тривають по сьогодні. В результаті були проведені масштабні реставраційні по частковому відновленню вигляду середньовічного японського замку, садиб Асакури і васалів, а також призамкового ремісничого міста. У 1971 році територію замку було оголошено історичним пам'ятником, а у 1981 році — відкрито Музей «Руїни Ітідзьодані роду Асакура» (一乗谷朝倉氏遺跡).